# Cissus pasiasty
Cissus pasiasty, cissus prążkowany (Cissus striata) – gatunek rośliny z rodziny winoroślowatych (Vitaceae), z rodzaju Cissus. W naturze występuje w południowej części Ameryki Południowej, w Chile, Argentynie i południowej Brazylii. W Polsce spotykany niekiedy (obok kilku innych gatunków z rodzaju Cissus) jako uprawna roślina doniczkowa.

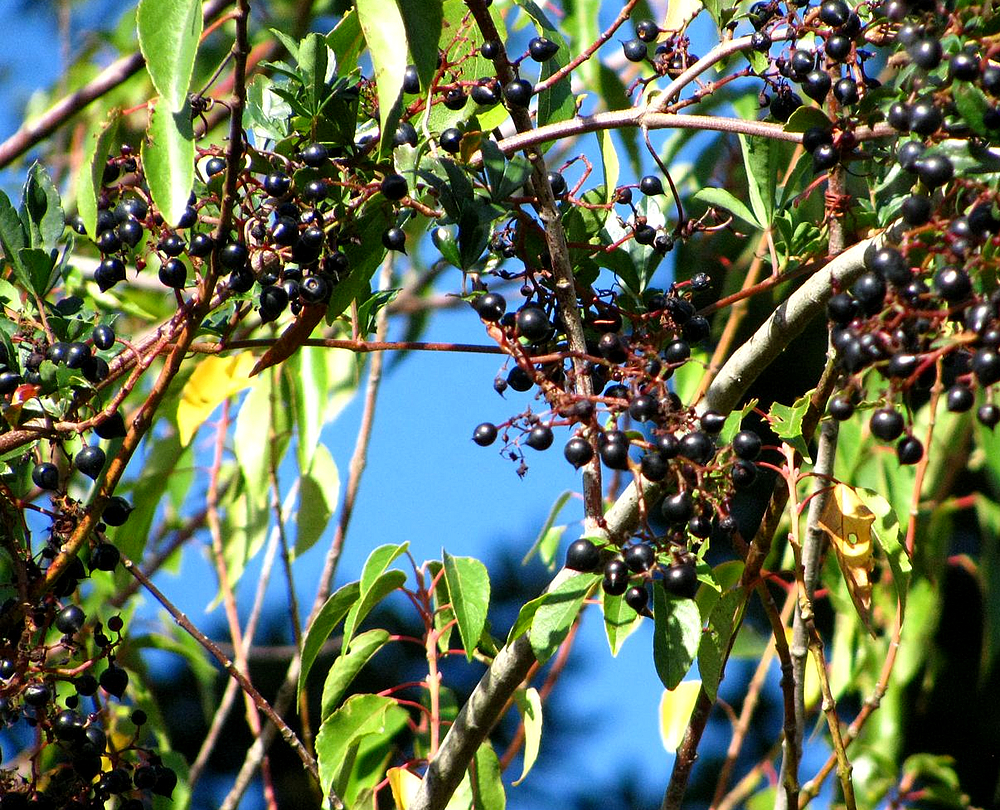
Dojrzałe owoce cissusa pasiastego

## Charakterystyka
Cissus pasiasty tworzy słabo rozgałęzione, płożące się lub wspinające pędy. Liście są dość drobne, podzielone dłoniasto, składające się z 3–5 listków. Pędy pomiędzy liśćmi lekko owłosione.

## Uprawa
Wymaga jasnego stanowiska, ale podobnie jak inne cissusy źle znosi bezpośrednie nasłonecznienie. Ponieważ pochodzi z regionów o chłodniejszym klimacie najlepiej czuje się w temperaturach rzędu 12–18 °C. Wilgotność podłoża powinna być stała, nawozi się w okresie wzrostu (wiosna-lato). Rozmnaża się łatwo przez sadzonki wierzchołkowe lub pędowe z rozwiniętych roślin. Podatny na szkodniki z grup przędziorków, roztoczy i wciornastków.

## Systematyka
Pozycja systematyczna według APweb (aktualizowany system APG III z 2009)
Należy do rodzaju cissus (Cissus, Linnaeus) w obrębie rodziny winoroślowatych (Vitaceae, Juss.), należącej do rzędu winoroslowców (Vitales, Reveal) w klasie okrytonasiennych (Magnoliophyta, Cronquist, Takht. & Zimmerm. ex Reveal 1996).

Wyróżnia się jeden podgatunek:
- Cissus striata argentina (Suess.) Lombardi[8]